# Piritinol
Piritinolul (disulfura piridoxinei) este un derivat semi-sintetic hidrosolubil al piridoxinei (vitamina B6), fiind utilizat în tratamentul mai multor afecțiuni, precum: poliartrita reumatoidă, sindroame  post-traumatism cerebral, accidente vasculare cerebrale, encefalite,  intoxicații și astenie psihică.